# Сіл-Коув (Вайт-Бей)
Сіл-Коув (англ. Seal Cove (White Bay)) — містечко в Канаді, у провінції Ньюфаундленд і Лабрадор.

## Населення
За даними перепису 2016 року, містечко нараховувало 303 особи, показавши скорочення на 0,3%, порівняно з 2011-м роком. Середня густина населення становила 28,1 осіб/км².
З офіційних мов обидвома одночасно не володів жоден з жителів, тільки англійською — 305. Усього 5 осіб вважали рідною мовою не одну з офіційних.
Працездатне населення становило 45% усього населення, рівень безробіття — 11,1% (13,3% серед чоловіків та 16,7% серед жінок). 88,9% осіб були найманими працівниками, а 7,4% — самозайнятими.

## Клімат
Середня річна температура становить 2,7°C, середня максимальна – 18,3°C, а середня мінімальна – -13,9°C. Середня річна кількість опадів – 1 147 мм.
| Клімат поселення                              | Клімат поселення | Клімат поселення | Клімат поселення | Клімат поселення | Клімат поселення | Клімат поселення | Клімат поселення | Клімат поселення | Клімат поселення | Клімат поселення | Клімат поселення | Клімат поселення | Клімат поселення |
| Показник                                      | Січ.             | Лют.             | Бер.             | Квіт.            | Трав.            | Черв.            | Лип.             | Серп.            | Вер.             | Жовт.            | Лист.            | Груд.            |                  |
| Середній максимум, °C                         | −3,9             | −4,66            | −0,54            | 4,89             | 9,35             | 14,68            | 18,33            | 18,11            | 13,38            | 8,14             | 3,32             | −2,02            |                  |
| Середня температура, °C                       | −8,52            | −9,27            | −5,15            | 0,27             | 4,74             | 10,06            | 15,15            | 14,92            | 10,20            | 4,95             | 0,13             | −5,21            |                  |
| Середній мінімум, °C                          | −13,15           | −13,87           | −9,75            | −4,35            | 0,14             | 5,45             | 11,96            | 11,74            | 7,02             | 1,77             | −3,04            | −8,38            |                  |
| Норма опадів, мм                              | 99               | 89               | 78               | 74               | 85               | 101              | 91               | 105              | 102              | 117              | 104              | 102              |                  |
| Середньомісячна швидкість вітру, м/с          | 6.44             | 6.09             | 6.02             | 5.53             | 4.98             | 4.72             | 4.42             | 4.55             | 5.11             | 5.46             | 5.98             | 6.40             |                  |
| Середньомісячна сонячна радіація, кДж/м²·день | 3552             | 6611             | 10807            | 14460            | 17416            | 18886            | 18501            | 15533            | 11312            | 6649             | 3633             | 2639             |                  |
| --------------------------------------------- | ---------------- | ---------------- | ---------------- | ---------------- | ---------------- | ---------------- | ---------------- | ---------------- | ---------------- | ---------------- | ---------------- | ---------------- | ---------------- |
| Джерело:                                      |                  |                  |                  |                  |                  |                  |                  |                  |                  |                  |                  |                  |                  |